# NGC 5581
NGC 5581 (również PGC 51282) – galaktyka eliptyczna (E-S0), znajdująca się w gwiazdozbiorze Wolarza. Odkrył ją Édouard Jean-Marie Stephan 6 maja 1883 roku. Jest to galaktyka z aktywnym jądrem typu LINER.